# Danh sách nhân vật trong Biệt đội đánh thuê
Dưới đây là danh sách các nhân vật trong phim Biệt đội đánh thuê.

## Các nhân vật đã xuất hiện
| Nhân vật                      | Phim                  | Phim                  | Phim                  |                    |                    |                    |                    |                    |                    |
| Nhân vật                      | Biệt đội đánh thuê    | Biệt đội đánh thuê 2  | Biệt đội đánh thuê 3  |                    |                    |                    |                    |                    |                    |
| Biệt đội đánh thuê            | Biệt đội đánh thuê    | Biệt đội đánh thuê    | Biệt đội đánh thuê    | Biệt đội đánh thuê | Biệt đội đánh thuê | Biệt đội đánh thuê | Biệt đội đánh thuê | Biệt đội đánh thuê | Biệt đội đánh thuê |
| ----------------------------- | --------------------- | --------------------- | --------------------- | ------------------ | ------------------ | ------------------ | ------------------ | ------------------ | ------------------ |
| Barney Ross                   | Sylvester Stallone    | Sylvester Stallone    | Sylvester Stallone    |                    |                    |                    |                    |                    |                    |
| Lee Christmas                 | Jason Statham         | Jason Statham         | Jason Statham         |                    |                    |                    |                    |                    |                    |
| Yin Yang                      | Lý Liên Kiệt          | Lý Liên Kiệt          | Lý Liên Kiệt          |                    |                    |                    |                    |                    |                    |
| Gunner Jensen                 | Dolph Lundgren        | Dolph Lundgren        | Dolph Lundgren        |                    |                    |                    |                    |                    |                    |
| Toll Road                     | Randy Couture         | Randy Couture         | Randy Couture         |                    |                    |                    |                    |                    |                    |
| Hale Caesar                   | Terry Crews           | Terry Crews           | Terry Crews           |                    |                    |                    |                    |                    |                    |
| Billy "The Kid" Timmons       |                       | Liam Hemsworth        |                       |                    |                    |                    |                    |                    |                    |
| Galgo                         |                       |                       | Antonio Banderas      |                    |                    |                    |                    |                    |                    |
| Doctor Death                  |                       |                       | Wesley Snipes         |                    |                    |                    |                    |                    |                    |
| John Smilee                   |                       |                       | Kellan Lutz           |                    |                    |                    |                    |                    |                    |
| Luna                          |                       |                       | Ronda Rousey          |                    |                    |                    |                    |                    |                    |
| Thorn                         |                       |                       | Glen Powell           |                    |                    |                    |                    |                    |                    |
| Mars                          |                       |                       | Victor Ortiz          |                    |                    |                    |                    |                    |                    |
| Nhân vật hỗ trợ               |                       |                       |                       |                    |                    |                    |                    |                    |                    |
| Trench Mauser                 | Arnold Schwarzenegger | Arnold Schwarzenegger | Arnold Schwarzenegger |                    |                    |                    |                    |                    |                    |
| Lacy Christmas                | Charisma Carpenter    | Charisma Carpenter    |                       |                    |                    |                    |                    |                    |                    |
| Tool                          | Mickey Rourke         |                       |                       |                    |                    |                    |                    |                    |                    |
| Sandra Garza                  | Giselle Itié          |                       |                       |                    |                    |                    |                    |                    |                    |
| Booker (a.k.a. The Lone Wolf) |                       | Chuck Norris          |                       |                    |                    |                    |                    |                    |                    |
| Bonaparte                     |                       |                       | Kelsey Grammer        |                    |                    |                    |                    |                    |                    |
| Thành viên C.I.A              |                       |                       |                       |                    |                    |                    |                    |                    |                    |
| Mr. Church                    | Bruce Willis          | Bruce Willis          |                       |                    |                    |                    |                    |                    |                    |
| Maggie Chan                   |                       | Dư Nam                |                       |                    |                    |                    |                    |                    |                    |
| Max Drummer                   |                       |                       | Harrison Ford         |                    |                    |                    |                    |                    |                    |
| Nhân vật phản diện chính      |                       |                       |                       |                    |                    |                    |                    |                    |                    |
| James Munroe                  | Eric Roberts          |                       |                       |                    |                    |                    |                    |                    |                    |
| Jean Vilain                   |                       | Jean-Claude Van Damme |                       |                    |                    |                    |                    |                    |                    |
| Conrad Stonebanks             |                       |                       | Mel Gibson            |                    |                    |                    |                    |                    |                    |
| Nhân vật phản diện thứ 2      |                       |                       |                       |                    |                    |                    |                    |                    |                    |
| Dan Paine                     | Steve Austin          |                       |                       |                    |                    |                    |                    |                    |                    |
| General Garza                 | David Zayas           |                       |                       |                    |                    |                    |                    |                    |                    |
| Lawrence "The Brit" Sparks    | Gary Daniels          |                       |                       |                    |                    |                    |                    |                    |                    |
| Hector                        |                       | Scott Adkins          |                       |                    |                    |                    |                    |                    |                    |
| Goran Vata                    |                       |                       | Robert Davi           |                    |                    |                    |                    |                    |                    |